# 日比谷アメニス
株式会社 日比谷アメニス（ひびやアメニス）は、日本の造園会社。本社は東京都港区。その他に東関東支店（千葉県千葉市稲毛区）、仙台支店（宮城県仙台市青葉区）、名古屋支店（愛知県名古屋市中区）、大阪支店（大阪府大阪市西区）、九州支店（福岡県福岡市博多区）がある。

## 沿革
前身は1872年（明治5年）東京都葛飾区堀切に庭園業を開始し、1947年（昭和22年）「有限会社 芳梅園」として設立した株式会社日比谷花壇の造園土木部（1950年（昭和25年）商号変更）で、1971年（昭和46年）に「株式会社日比谷花壇造園土木」として分社。1991年（平成3年）「株式会社日比谷アメニス」に商号変更した。1997年、ISO9001認証取得。2012・2015・2018年、港区ワーク・ライフ・バランス推進企業認定。

## 不祥事
東京都発注の大型造園工事の指名競争入札で、日比谷アメニスを含む計106社が談合を繰り返したとして、2001（平成13）年の11月30日に公正取引委員会から排除勧告を受けている。各社はこれに応諾、つまり事実を認めて、東京都は2001（平成13）年の12月25日から翌2002（平成14）年の6月24日までの6カ月間、社会的信用失墜を事由としてこの2社を指名停止にしている。また、2002（平成14）年の3月29日には、公正取引委員会の方から課徴金の納付命令が出され、そして2002（平成14）年の10月30日には損害賠償請求が東京都の方からだされている。